# Volucella inanis
Espèce
Volucella inanis, la volucelle vide, est une espèce d'insectes diptères de la famille des Syrphidae et de la sous-famille des Eristalinae.

## Description
Ressemble à la volucelle zonée (Volucella zonaria) mais nettement plus petite : corps long de 14-16 mm, abdomen jaune avec 4 bandes transversales foncées et étroites. Bords des ailes brun clair, avec légère tache grisâtre distale.

## Habitat et biologie
Les adultes fréquentent les régions fleuries (prairies, buissons, friches...) où ils butinent une grande variété de fleurs et assurent une pollinisation partielle (avec bien d'autres insectes). Ils vivent de juin à septembre.
Les larves se développent en parasites des nids de guêpes, de frelons où elles se nourrissent de débris (cadavres...) ou du couvain.

## Distribution
Presque toute l'Europe (de l'Espagne à la Norvège au Nord, à la Roumanie à l'Est), Moyen-Orient, Afrique du Nord.